# Milan Lazarević
Milan Lazarević (Belgrado, 11 de julho de 1948) é um ex-handebolista iugoslavo, foi campeão olímpico.
Ele jogou seis partidas e fez 27 gols na campanha.

## Títulos
- Jogos Olímpicos:
  - Ouro: 1972